# 國立北門高級中學
23°10′03″N 120°10′36″E / 23.167409°N 120.1765803°E
國立北門高級中學，簡稱北門高中或北中，位於中華民國臺灣臺南市佳里區，為臺灣南部一所男女兼收的高級中等學校。

## 歷史
今校園在日治時期原東半為北門神社外苑，西半則為小學校（二戰時期被盟軍炸毀，但因北門高中校地上承小學校，故以下附帶敘述小學校的沿革）。1940年與1946年再分別成立北門家政女學校與北門初級中學。官方以一脈相承之北門初中為校史開始及延續，不過因女子學校併入北門初中且畢業生併為初中計，故今北門高中校史實際上可推及女子學校的部分。
原校址位於明治製糖蕭壠工場旁（今蕭壠文化園區糖廠福利社以西），何時遷至今北門高中校地待查。
- 1910年：成立「臺南尋常高等小學校蕭壠分教場」於明治製糖會社蕭壠工場旁。
- 1914年：改為「蔴荳尋常高等小學校蕭壠分教場」。
- 1917年：獨立設校，改名「蕭壠尋常小學校」。
- 1921年：因應地方改制與地名更改，改稱「佳里尋常小學校」。
- 1926年：增設高等科學制，改名「佳里尋常高等小學校」。
- 1941年：台灣教育令修正、統一為國民學校，校名改稱「佳里國民學校」[5]。後毀於盟軍轟炸，戰後廢校。
- 1940年：設立「北門家政女學校」，為三年制技藝科之實業補習學校。[6]
- 1945年：戰後國民政府改為「臺南縣立北門女子初級職業學校」。
- 1946年：第四屆學生畢業，後視為北門初中第一屆畢業[4]。同年不再招收新生。
- 1947年：併入北門初中上課。
- 1948年：正式併入北門初中。同年女子學校最後之第六屆以北門初中第三屆畢業，北門女子初職結束。
- 1946年3月29日：設立「臺南縣立北門初級中學」，與北門女子初職、北門農校合併上課。
- 1948年：北門女子初職併入。[7]
- 1949年8月1日：增辦高中，擴充為完全中學，並易名「臺南縣立北門中學」。
- 1952年8月1日：升格為「臺灣省立北門中學」。（臺南縣最早的省立中學）[1]
- 1968年：因九年國教政策實施，初中部停止招收新生。
- 1970年8月1日：更名為「臺灣省立北門高級中學」。
- 2000年2月1日：改名為「國立北門高級中學」。

## 歷任校長
- 1940年~：越智朝雄
- 1941年~：古閑昇（兼佳里國民學校校長）
- 1943年~：內山矩留（由北門專修農業學校校長兼任，後再兼曾文家政女學校校長）
- 1945年~：（待查）
- 1946年~：高文瑞（兼北門初農、北門初中校長）
- 1946年3月29日~：高文瑞（兼北門初農、北門女初職校長）
- 1949年8月15日~：溫麟
- 1951年4月1日~：薛佩琦
- 1953年8月3日~：崔德禮
- 1958年8月1日~：張開嶽（病逝任內）
- 1959年8月1日~：張祚倫
- 1960年8月1日~：施金池
- 1972年11月15日~：譚地大
- 1982年8月20日~：曾建順
- 1982年10月16日~：賴大農
- 1988年2月1日~：王麗君
- 1989年2月1日~：林允生（逝於任內）
- 1993年2月1日~：王武雄
- 1999年2月1日~：陳恆吉
- 2005年8月1日~：林勳棟
- 2009年8月1日~：朱水永
- 2017年8月1日~：沈文寅
- 2021年8月12日~：吳俊憲

## 外部連結
- 國立北門高級中學網站（页面存档备份，存于）
- 北門高中足球隊發展史
- 北中張慧玲同學榮獲97大孝獎新聞報導 （页面存档备份，存于）